# Ishmael Beah
Ishmael Beah Embaixador(a) da boa vontade da UNICEF (Mattru Jong, Bonthe, Serra Leoa, 23 de novembro de 1980) é um cientista político, escritor, palestrante e ex-criança soldado Serra-leonese, autor do livro de memórias, A Long Way Gone: Memoirs of a Boy Soldier.

## Biografia
Chegou aos Estados Unidos em 1998. Concluiu o ensino médio na United Nations International School em Nova Iorque. Em 2004, graduou-se em Ciência política.
Membro do Human Rights Watch Children's Rights Division Advisory Committee, falou várias vezes na ONU, para o  Council on Foreign Relations e para o Center for Emerging Threats and Opportunities. Vive em Nova Iorque.
Ishmael Beah é o autor de A Long Way Gone: Memoirs of a Boy Soldier, uma autobiografia que conta a sua experiência como criança soldado na Guerra Civil de Serra Leoa. No livro, ele conta sua longa jornada depois de perder-se da família e perambular por centenas de quilômetros em meio à carnificina dos combates entre tropas do governo e os rebeldes da Frente Revolucionária Unida. Aos 13 anos, Ishmael viu-se na situação de ter que se transformar em soldado para sobreviver. O livro mostra a transformação de Ishmael em um assassino cruel, obrigado a cometer todo tipo de atrocidades. O livro mostra a crueldade e o sofrimento de um menino-soldado que perdeu tudo, mas conseguiu reconstruir sua vida.